# Stanislav Pfléger
Stanislav Pfléger (* 14. května 1958) je český politik a podnikatel, v letech 2013 až 2017 poslanec Poslanecké sněmovny PČR a člen hnutí ANO 2011.

## Život
Živí se jako podnikatel ve stavebnictví, podporuje stavbu jezů na Labi.
Stanislav Pfléger žije v Děčíně.

## Politické působení
Je členem hnutí ANO 2011.
Ve volbách do Poslanecké sněmovny PČR v roce 2013 kandidoval na třetím místě kandidátky hnutí ANO 2011 v Ústeckém kraji a byl zvolen poslancem. Vlivem preferenčních hlasů sice klesl na konečné čtvrté místo, ale vzhledem k zisku čtyř mandátů pro hnutí ANO 2011 v Ústeckém kraji to na vstup do Sněmovny stačilo.
V komunálních volbách v roce 2014 se pokoušel dostat za hnutí ANO 2011 do Zastupitelstva města Děčína, ale neuspěl.
Jako člen Hospodářského výboru Poslanecké sněmovny stojí také za vznikem novely zákona o elektronických komunikacích z roku 2014, která velmi zhoršila postavení zákazníka ve vztahu s mobilními operátory. Sám také potvrdil, že tato změna vznikla na "doporučení" operátorů. Byl překladatelem návrhu zákona o elektronických komunikacích, který v roce 2014 velkou měrou zhoršil postavení zákazníků vůči mobilním operátorům. Sám i potvrdil, že text návrhu byl z dílny asociace mobilních poskytovatelů.
Ve volbách do Poslanecké sněmovny PČR v roce 2017 již nekandidoval.